# Бьорди, Паоло
Паоло Бьорди (итал. Paolo Biordi; род. 1959, Равенна) — итальянский гамбист и музыкальный педагог.

## Биография
Окончил муниципальную музыкальную школу в Милане, где учился у Роберто Джини, и Флорентийскую консерваторию.
Концертировал в различных европейских странах, в том числе в составе Итальянского квартета виол Витторио Гиельми. Принял участие в записи около тридцати музыкальных альбомов.
В соавторстве с Гиельми написал учебник игры на виоле да гамба (итал. Metodo progressivo per Viola da Gamba; 1996—1998, в двух томах) и фундаментальное исследование «Виола да гамба в Италии» (фр. Viole de Gambe en Italie; 2000—2006, в четырёх томах).
В 1986—2001 годах преподавал в консерватории Виченцы, где выступил одним из основателей отделения старинной музыки. С 2002 года профессор Флорентийской консерватории. В 2006—2012 годах её директор; итоги выборов 2006 года были оспорены конкурентом Бьорди, дирижёром Джузеппе Ланцеттой, и по итогам трёхлетнего разбирательства региональный административный суд Тосканы признал выборы не соответствующими требованиям закона, несмотря на то, что к этому времени Бьорди уже был избран директором консерватории на следующие три года, получив 75 % голосов педагогического состава. На то, чтобы отменить это решение, у надзорной инстанции, Государственного совета Италии, ушло ещё три года, которые Бьорди успешно проработал на посту директора.